# Карнавал
Карнава́л (из фр. саrnаval от итал. саrnevalе от лат. сarrus navalis «повозка-корабль»; в народной этимологии от позднелат. саrnе «мясо» + vale «прощай») — праздник, связанный с переодеваниями, маскарадами и красочными шествиями, отмечаемый перед Великим постом. Аналогичен восточнославянской Масленице или Мясопусту у славян-католиков. Распространён в основном в католических странах. Сопровождается массовыми народными гуляньями с уличными шествиями и театрализованными представлениями.
Некоторые исследователи возводят карнавал к римским сатурналиям. Подъём карнавальной культуры в Западной Европе связан с развитием городов в высоком Средневековье. В XII веке регистрируются первые упоминания о городском «народно-религиозном» Празднике дураков и (входящем в него) Празднике Осла, которые рассматриваются историками как предшественники позднейших карнавалов.
Первые карнавалы появились в Италии — Венецианский карнавал, где раньше всего появились большие независимые города. Затем появились карнавалы во Франции, позже всего — в Германии: Майнце, Дюссельдорфе и Кёльне.

## Этимология
Происхождение слова «карнавал» однозначно не выяснено, предполагается связь либо с итальянским словом «carne» (мясо), либо с «carrus» (повозка).
Сторонники происхождения от «carni» указывают на варианты этого слова в итальянских диалектах, утверждая, что источником являются слова carne levare «удалять мясо», запрещённое в Пост.
Существует версия происхождения от римского названия фестиваля Ладья Исиды — «carrus navalis».
Народная этимология — происхождение слова от carne vale «прощание с мясом» (ср. мясопуст).

## Празднование
Народно-праздничные формы обычно составляли вторую, неофициальную половину праздника, тогда как первая была связана с выполнением определённых церковных ритуалов. Лишь в XVIII и XIX вв. они разделились, и карнавал стал существовать как один из видов массовых развлечений.
Главнейшая часть любого карнавала — шествие по главным улицам города. Ведущий его мотив — изобилие, которым надо насытиться перед Великим постом. Оно может быть выражено в огромных кучах сельскохозяйственных продуктов, цветов, кушаний, которыми кормят всех желающих. Всё происходящее во время шествия носит подчёркнуто игровой характер. Основная фигура на карнавале — шут. Он задаёт тон и шествию, и представлению, которое затем развёртывается на центральной площади города.
В каждом городе карнавал развивался по определённому сценарию, сложившемуся за многие годы. Во главе карнавала обычно стояли городские купеческие корпорации. Например, устроителем масляничного карнавала в Нюрнберге традиционно являлась корпорация мясников, а во Франции — виноделов.
Самый знаменитый карнавал в мире проводится в Рио-де-Жанейро. На этот широкомасштабный праздник, тщательно готовящийся в течение года и включающий оценку по конкурсной системе выступлений специальных крупных команд, в Бразилию съезжаются туристы со всего мира.
В прирейнских городах Германии, таких как Кёльн и Дюссельдорф, карнавал связан со множеством ритуалов. Карнавал там является завершением «пятого времени года», которое начинается 11 ноября в 11 часов 11 минут (11.11. 11:11). Затем создаётся карнавальный комитет, который выбирает принца, крестьянина и девушку (Prinz, Bauer und Jungfrau). Все трое всегда играются мужчинами. Вершина карнавала — карнавальное шествие в первый понедельник поста — Rosenmontag. Сходная традиция существовала в 1920—1938 гг. в Великобритании, где была приурочена ко Дню Перемирия.
Известны придворные петровские и екатерининские российские карнавалы. В современной России, на манер западно-европейских, карнавалы устраиваются в некоторых городах во время шествий, как одна из частей празднования Дня города, отдельные гражданские массовые карнавалы проводятся в Санкт-Петербурге—Пушкине (Международный Царскосельский карнавал), Иркутске (Иркутский карнавал «Шагаем вместе»), Самаре (Самарский карнавал), Геленджике (карнавал «Геленджику улыбается Солнце»), Новосибирске (Монстрация).[значимость факта?]
Города Европы (в том числе некоторые российские), проводящие традиционные карнавалы, объединяет Ассоциация европейских карнавальных городов (FECC).[значимость факта?]
Подробное описание карнавала имеется в романе Франсуа Рабле «Гаргантюа и Пантагрюэль».[значимость факта?]
Исследователи указывают на родство западно-европейского карнавала и русской масленицы. Иностранец,
побывавший в Москве при Иване Грозном писал: «Масленица напоминает мне итальянский карнавал, который в то же время и таким же образом отправляется… Карнавал тем только отличается от масленицы, что в Италии день и ночь в это время ходит дозором конная и пешая городская стража и не позволяет излишнего буйства; а в Москве самые стражи упиваются вином и вместе с народом своевольствуют».